# Anaxyrus hemiophrys
Anaxyrus hemiophrys är en groddjursart som först beskrevs av Cope 1886.  Anaxyrus hemiophrys ingår i släktet Anaxyrus och familjen paddor. Inga underarter finns listade i Catalogue of Life.

## Utseende
Arten är med en längd av 37 till 75 mm en av de mindre paddorna. Över hela kroppen är små vårtor fördelade med oregelbunden form och fördelning. Utöver dessa vårtor har huden större rödaktiga knölar på grågrön till brun grund. Längs ryggraden sträcker sig vanligen en vitaktig strimma. Den nära besläktade nordliga paddan har en tydligare vit strimma. Undersidan har en vit till ljusgul färg och några gråa fläckar kan finnas. Denna padda har simhud mellan bakfötternas tår och en stor mörk knöl vid varje bakfot.

## Utbredning
Anaxyrus hemiophrys förekommer i centrala Kanada och centrala USA. Den når södra Northwest Territories, i väst centrala Alberta och centrala Montana, i syd South Dakota och kanske Nebraska samt i öst västra Minnesota. Habitatet varierar mellan prärien och andra gräsmarker samt parkliknande landskap med träd av poppelsläktet. Ofta hittas arten nära vattenansamlingar.

## Ekologi
Denna padda gräver sig ner i marken när den vilar. Den långa vintervilan sträcker sig från oktober till mars. Individerna är vanligen dagaktiva men under varma nätter kan den vara nattaktiv. Exemplar som känner sig hotade söker skydd i vattnet och de kan simma till ställen som ligger långt ifrån strandlinjen. Det vanliga lätet är ett upp till 5 sekunder långt skrik som upprepas efter 30 sekunder paus.
Fortplantningen sker mellan maj och juli. Hanarnas läte för lektiden kan redan höras vid lägsta lufttemperaturer av 5 °C. Parningen sker i grunda delar av insjöar, i pölar, i diken eller vid andra ställen som tillfällig täcks av vatten. Honan lägger en lång kedja av ägg som har en diameter av en millimeter. Grodynglen har en svart färg på ovansidan och en lite ljusare färg på undersidan. Vid framkanten av undersidan är huden genomskinlig.

## Status
I västra delen av utbredningsområdet blev torka vanligare och några våtmarker försvann. Nyetablerade oljeborrningar och utvinning av naturgas hotar lokala bestånd. Allmänt har Anaxyrus hemiophrys en stor population. IUCN kategoriserar arten globalt som livskraftig.